# Opopaea shanasi
Espèce
Opopaea shanasi est une espèce d'araignées aranéomorphes de la famille des Oonopidae.

## Distribution
Cette espèce est endémique d'Israël.

## Description
Le mâle holotype mesure 1,50 mm et la femelle 1,39 mm.

## Étymologie
Cette espèce est nommée en l'honneur d'Uri Shanas.

## Publication originale
- Saaristo, 2007 : The oonopid spiders (Aranei: Oonopidae) of Israel. Arthropoda Selecta, vol. 15, p. 119-140 (texte intégral).